# Delgany
Delgany (iriska: Deilgne) är en ort i republiken Irland.   Den ligger i grevskapet Wicklow och provinsen Leinster, i den östra delen av landet, 25 km söder om huvudstaden Dublin. Delgany ligger 59 meter över havet och antalet invånare är 4 777.
Terrängen runt Delgany är kuperad västerut, men österut är den platt. Havet är nära Delgany åt nordost.Runt Delgany är det ganska tätbefolkat, med 75 invånare per kvadratkilometer. Närmaste större samhälle är Dún Laoghaire, 18,3 km norr om Delgany. Trakten runt Delgany består i huvudsak av gräsmarker.